# 853
| 853                |
| ------------------ |
| Dødsfald - Fødsler |
|                    |

| Gregoriansk kalender | 853 DCCCLIII            |
| Ab urbe condita      | 1606                    |
| Armensk kalender     | 302 ԹՎ ՅԲ               |
| Kinesiske kalender   | 3549 – 3550 壬申 – 癸酉 |
| Etiopisk kalender    | 845 – 846               |
| Jødisk kalender      | 4613 – 4614             |
| Hindukalendere       |                         |
| - Vikram Samvat      | 908 – 909               |
| - Shaka Samvat       | 775 – 776               |
| - Kali Yuga          | 3954 – 3955             |
| Iransk kalender      | 231 – 232               |
| Islamisk kalender    | 238 – 239               |

Se også 853 (tal)